# Корията
Вижте пояснителната страница за други значения на Корията.
Корията е село в Северна България. То се намира в община Севлиево, област Габрово.

## География
Село Корията се намира на около 14 km юг-югозападно от град Севлиево, 24 km западно от центъра на град Габрово и 6 km юг-югоизточно от село Душево. Разположено е в Предбалкана, в северните разклонения на Черновръшки рид. Общински пътища го свързват със: село Душевски колиби – на запад, и след него с общинския път GAB1165; село Шумата – на изток, и село Душево – на север. Надморската височина на кръстовището на общинските пътища в село Корията е около 503 m и намалява по пътищата на север и на изток.
Населението на село Корията, наброявало 220 души при преброяването към 1934 г., намалява до 70 към 1975 г. и 11 – към 2011 г., а – по текущата демографска статистика за населението, към 2019 г. наброява 4 души.

## История
През 1914 г. населената местност Корията (от махалата Енев рът) е призната за махала. Към 1934 г. към махала Корията спада махала Гъбенска.
През 1995 г. дотогавашното населено място махала Корията придобива статута на село.

## Население
Преброяване на населението през 2011 г.
Численост и дял на етническите групи според преброяването на населението през 2011 г.:
|                     | Численост | Дял (в %) |
| Общо                | 11        | 100,00    |
| Българи             | 11        | 100,00    |
| Турци               | 0         | 0,00      |
| Цигани              | 0         | 0,00      |
| Други               | 0         | 0,00      |
| Не се самоопределят | 0         | 0,00      |
| Неотговорили        | 0         | 0,00      |